# NGC 7310
NGC 7310 is een balkspiraalstelsel in het sterrenbeeld Waterman. Het hemelobject werd in 1886 ontdekt door de Amerikaanse astronoom Francis Preserved Leavenworth.

## Synoniemen
- ESO 533-49
- MCG -4-53-15
- KAZ 544
- IRAS 22318-2244
- PGC 69202